# Quadrica lamboji
Genre
Espèce
Synonymes
- Thiratoscirtus lamboji Seiter & Wesołowska, 2015

Quadrica lamboji, unique représentant du genre Quadrica, est une espèce d'araignées aranéomorphes de la famille des Salticidae.

## Distribution
Cette espèce se rencontre au Gabon, en Angola et au Mozambique.

## Description
La carapace de la femelle holotype mesure 2,6 mm de long sur 1,8 mm et l'abdomen 2,6 mm de long sur 2,2 mm.

## Systématique et taxinomie
Cette espèce a été décrite sous le protonyme Thiratoscirtus lamboji par Seiter et Wesołowska en 2015. Elle est placée dans le genre Quadrica par Wesołowska et Wiśniewski en 2023.

## Étymologie
Cette espèce est nommée en l'honneur d'Anton Lamboj. 

## Publications originales
- Seiter & Wesołowska, 2015 : « Two new Thiratoscirtus species from Gabon (Araneae, Salticidae, Thiratoscirtinae). » European Journal of Taxonomy, vol. 123, no 3, p. 1-9 (texte intégral).
- Wesołowska & Wiśniewski, 2023 : « A contribution to thiratoscirtines from Central Africa with description of new genera and species (Araneae: Salticidae: Thiratoscirtina). » Annales Zoologici, vol. 73, no 3, p. 375-387.